# Comune di Allerød
Allerød è un comune della Danimarca situato nella regione di Hovedstaden. 
Capoluogo e sede amministrativa è la cittadina di Lillerød.
Il comune è stato costituito nel 1970 ed è rimasto invariato in seguito alla riforma amministrativa del 1º gennaio 2007.

## Centri abitati
I centri abitati principali del comune sono:
- Lillerød (16 801)
- Lynge (4 123)
- Blovstrød (3 004)